# Folkomröstningen om införandet av republik i Sydafrika 1960

Geografisk röstfördelning. Ja till republik i grön färg, nej i röd.

Folkomröstningen om införandet av republik i Sydafrika 1960 hölls i Sydafrika den 5 oktober 1960. Nationalistpartiet stödde införandet av republik, som ersättare till den brittiska monarken, som då även var sydafrikanskt statsöverhuvud.
Man höll då en folkomröstning om republikens införande i dåvarande Sydafrikanska unionen. Deltagandet var begränsat till vita, det första nationella val i Sydafrika där detta val fallet, och republikens förespråkare vann med 52.29% av rösterna. Givet den knappa segern, som kom till trots en hårtunn marginal i Kapprovinsen och en storseger för Nej-sidan i Natal, kom avgörandet sannolikt som följd av NP-regeringens reform att avlägsna färgade väljare från vallistorna i dessa provinser under 1950-talet, genom den s k Separate Representation of Voters Act. Republiken Sydafrika grundades den 31 maj 1961, genom en ny konstitution, och Charles Robberts Swart valdes till president. I samband med detta utträdde man även ur Samväldet, då relationerna till London förvärrats ytterligare. 

### Fotnoter
1. ↑  South Africa, 5 October 1960: Proclamation of the Republic Direct Democracy (tyska)
2. ↑  ”Hendrik Frensch Verwoerd”. South African History Online. http://www.sahistory.org.za/people/hendrik-frensch-verwoerd. Läst 9 mars 2013.  ”On 5 October 1960 a referendum was held in which White voters were asked "Do you support a republic for the Union?" — 52 percent voted 'Yes'.”